# Łukasz Sznotala
Łukasz Sznotala (ur. 4 stycznia 1993) – polski hokeista.

## Kariera
- Orlik Opole (2009/2010)
- Cracovia (2009-2014)
- Orlik Opole (2014-)

Wychowanek Orlika Opole. W barwach reprezentacji Polski do lat 20 uczestniczył w turniejach mistrzostw świata juniorów do lat 20 w 2012.  w 2013.

## Sukcesy
Reprezentacyjne
- Awans do MŚ do lat 20 Dywizji I Grupy A: 2013

Klubowe
- Puchar Polski: 2013 z Cracovią
- Srebrny medal mistrzostw Polski: 2010, 2012 z Cracovią
- Złoty medal mistrzostw Polski: 2011, 2013 z Cracovią

Indywidualne
- Mistrzostwa Świata Juniorów w Hokeju na Lodzie 2013/I Dywizja#Grupa B:
  - Pierwsze miejsce w klasyfikacji asystentów wśród obrońców turnieju: 3 asysty[1]
  - Trzecie miejsce w klasyfikacji kanadyjskiej wśród obrońców turnieju: 3 punktów